# Погудин, Василий Иванович
Василий Иванович Погудин (1891 — 1957 или 1958) — начальник личной охраны В. М. Молотова, генерал-майор (1945).

## Биография
В 1944 старший оперуполномоченный 1-го отделения 2-го отдела 6-го управления НКГБ СССР. Руководил личной охраной В. М. Молотова.

### Звания
- 28.03.1944, комиссар государственной безопасности;
- 09.07.1945, генерал-майор.[3]